# 張殷慈
張殷慈（英語：Daisy Cheung，1992年6月22日—）香港女藝人，早年從事模特兒工作，2014年工展小姐選舉亞軍及最合眼緣獎得主，之後加入香港有線電視及奇妙電視做節目主持。

## 演出

### 節目主持（有線電視／奇妙電視）
- 2017年：《為食情報局》
- 2017年：《雞啄唔斷食過年》
- 2017-2018年：《喜出望外》

### 節目演出（ViuTV）
- 2020年：《今晚趁熱食》（外景主持）
- 2020年：《對號入座》（十二星座男女）

### 電視劇（ViuTV）
- 2020年：《黑市—全家覆》 飾演 Miss Yip

## 外部連結
- Facebook資料 （页面存档备份，存于）
- Facebook資料 （页面存档备份，存于）
- Instagram資料